# Ruth Atuti
Ruth Atuti (née le 10 octobre 1964) est une athlète kényane.

## Carrière
Ruth Atuti est médaillée d'or du 400 mètres, du relais 4 × 100 mètres et du relais 4 × 400 mètres aux Championnats d'Afrique de 1982 et aux Championnats d'Afrique de 1984. 
Elle participe aux Jeux du Commonwealth de 1982, terminant septième de la finale du relais 4 × 400 mètres.